# Robert Francis Joyce
Robert Francis Joyce (* 7. Oktober 1896 in Proctor, Vermont, USA; † 2. September 1990) war ein US-amerikanischer Geistlicher und römisch-katholischer Bischof von Burlington.

## Leben
Robert Francis Joyce studierte an der University of Vermont und am Priesterseminar in Montréal. Er empfing am 26. Mai 1923 durch Bischof Joseph John Rice das Sakrament der Priesterweihe für das Bistum Burlington. Neben Tätigkeiten in der Pfarrseelsorge leitete er von 1927 bis 1932 die Cathedral High School in Burlington. Von 1943 bis 1946 war er Militärgeistlicher (Chaplain) bei der United States Army.
Am 8. Juli 1954 ernannte ihn Papst Pius XII. zum Titularbischof von Citium und zum Weihbischof in Burlington. Der Bischof von Burlington, Edward Francis Ryan, spendete ihm am 28. Oktober desselben Jahres die Bischofsweihe; Mitkonsekratoren waren der Bischof von Manchester, Matthew Francis Brady, und der Bischof von Norwich, Bernard Joseph Flanagan.
Nach dem Tod Bischof Ryans ernannte ihn Papst Pius XII. am 29. Dezember 1956 zum Bischof von Burlington. Die Amtseinführung fand am 26. Februar des folgenden Jahres statt. Er nahm an allen vier Sitzungsperioden des Zweiten Vatikanischen Konzils als Konzilsvater teil.
Am 14. Dezember 1971 nahm Papst Paul VI. seinen altersbedingten Rücktritt an.